# DJ Hell
 (juillet 2012).
Helmut Josef Geier, dit DJ Hell, est un DJ et producteur de musique allemand, né à Altenmarkt an der Alz (Bavière) le 6 septembre 1962.

## Biographie
Il commence sa carrière de DJ lors de son adolescence et se passionne pour la techno, l'electro, la house et le hip-hop. C'est aussi le producteur allemand emblématique de l'electroclash, fondateur du label munichois International Deejay Gigolo Records.
Son premier grand succès est le single My Definition of House Music lors de sa réédition en 1992.
Il quitte l'Allemagne pour New York, puis revient à Munich avec son tout premier album, Geteert und Gefedert (1994), puis Munich Machine 4 ans plus tard. En 2003, DJ Hell sort l'album NY Muscle.
Il produit notamment l'album First de Miss Kittin and The Hacker.
Il est cité comme influence par Daft Punk dans le morceau Teachers sur leur album Homework[réf. nécessaire].